# Приевор (община Будва)
Приевор (на сръбски: Пријевор) е село в Черна гора, разположено в община Будва. Намира се на 112 метра надморска височина. Населението му според преброяването през 2011 г. е 713 души, от тях: 291 (40,81 %) сърби, 216 (30,29 %) черногорци, 124 (17,39 %) египтяни, 37 (5,18 %) неизвестни.

## Население
Численост на населението според преброяванията през годините:
- 1948 – 144 души
- 1953 – 183 души
- 1961 – 167 души
- 1971 – 164 души
- 1981 – 220 души
- 1991 – 312 души
- 2003 – 449 души
- 2011 – 713 души